# Sragen Kulon
Sragen Kulon is een bestuurslaag in het regentschap Sragen van de provincie Midden-Java, Indonesië. Sragen Kulon telt 16.302 inwoners (volkstelling 2010).